# 低层大气
海拔在25千米以下的地球大氣層称为低层大气。包括对流层和平流层中下部。低層大氣所含空氣佔整個地球大氣層超過百分之80以上，對於天氣和氣候有直接的影響。
［平流層中含有臭氧］